# وانگ ژنوی
وانگ ژنوی (انگلیسی: Wang Zhenwei؛ زادهٔ ۲۰ اکتبر ۱۹۹۵) یک هنرپیشه اهل جمهوری خلق چین است. وی از سال ۲۰۱۰ میلادی تاکنون مشغول فعالیت بوده‌است. 
از فیلم‌ها یا برنامه‌های تلویزیونی که وی در آن نقش داشته است می‌توان به بچه کاراته کار اشاره کرد.